# Сан Микеле (Виченца)
Сан Микеле је насеље у Италији у округу Виченца, региону Венето.
Према процени из 2011. у насељу је живело 531 становника. Насеље се налази на надморској висини од 143 м.